# The Skids
The Skids é uma banda punk rock/new wave escocesa, formada na cidade de Dunfermline, em 1977. O maior sucesso da banda foi single "Into the Valley", lançado em 1979. Recentemente, uma canção do álbum de estreia Scared to Dance, "The Saints Are Coming", foi regravada pela banda de rock irlandesa U2, em parceria com a banda de punk rock estadunidense Green Day. Este cover, presente na coletânea U218 Singles, alcançou o #1 nas paradas em 2006. Atualmente a banda está trabalhando em seu novo álbum, Burning Cities, sem o integrante Stuart Adamson, morto em 2001 por suicídio.

## Discografia
- Scared to Dance - 1979
- Days in Europa - 1979
- The Absolute Game - 1980
- Joy - 1981